# Jean Genoud
Jean Genoud (* 1650 in Châtel-Saint-Denis; † Februar/März 1693 in Ava, der damaligen Hauptstadt Birmas) war ein katholischer Missionar in Südostasien.
Genoud war Sohn eines Hauptmanns einer Freikompanie in französischen Diensten. 1663 bis 1668 war er Schüler bei den Jesuiten in Freiburg/Schweiz. Anschliessend war er Student der Theologie in Paris. 1679 trat er in das Pariser Missionsseminar (Missions Étrangères de Paris) ein. 1680 ging er nach Siam, kam dort 1682 an. In Oudong, der damaligen Hauptstadt von Kambodscha, baute er eine Missionsstation auf, nach deren Zerstörung im Zuge eines Überfalls der Annamiten (Vietnamesen) er nach Siam zurückkehrte. 1685 ging Genoud nach Phitsanulok, 1687 wurde er dann Professor am Generalkollegium in Maha Pram bei Ayutthaya.
1689 wurde Genoud zusammen mit Jean Joret ins birmanische Teilreich Pegu entsandt und liess in Syriam eine Kirche errichten. Nach einigen Missionserfolgen auch im übrigen Birma wurden beide Missionare auf Betreiben der um ihren Einfluss fürchtenden buddhistischen Priesterschaft im Irrawaddy ertränkt.